# Lionel Potillon
Lionel Potillon (Cluny, 10 febbraio 1974) è un ex calciatore francese, di ruolo difensore.

## Carriera
Cresce nella squadra della sua città, Cluny, e viene ingaggiato dal Saint-Étienne nel 1994. Trascorre sette stagioni nei Verdi prima di trasferirsi al Paris Saint-Germain in cui totalizza 78 presenze e 2 reti tra il 2001 e il 2003. Dopo una breve esperienza spagnola nella Real Sociedad, si trasferisce nel Sochaux, club in cui trascorre tre stagioni disputando poche partite. Nel suo palmarès figurano la Coppa Intertoto 2001 vinta nelle file del PSG contro il Brescia ed una coppa di Francia vinta col Sochaux nel 2007 contro l'Olympique Marsiglia.

## Palmarès

### Club

#### Competizioni nazionali
- Coppa di Francia: 1

Sochaux: 2006-2007

#### Competizioni internazionali
- Coppa Intertoto UEFA: 1

Paris Saint-Germain: 2001